# پرچم سوئد
پرچم ملی سوئد (به سوئدی: Sveriges flagga) متشکل از یک صلیب نوردیک زرد یا طلایی (یعنی یک صلیب افقی که تا لبه‌ها امتداد می‌یابد، با میله متقاطع نزدیک‌تر به بالابر تا بالا) روی یک پس‌زمینه آبی روشن. طرح صلیب نوردیک به‌طور سنتی نشان‌دهنده مسیحیت است. باور بر این است که طرح و رنگ پرچم سوئد از نشان ملی کنونی سوئد در سال ۱۴۴۲ الهام گرفته شده است که هر سه ماه یکبار به رنگ آبی با یک صلیب پاتی تقسیم شده است. آبی و زرد حداقل از زمان نشان سلطنتی مگنوس سوم در سال ۱۲۷۵ به عنوان رنگ‌های سوئدی استفاده شده است.